# Supercell (película)
Supercell es una película estadounidense de acción y desastres de 2023 dirigida por Herbert James Winterstern a partir de un guion que escribió con Anna Elizabeth James. Está protagonizada por Skeet Ulrich, Anne Heche, Daniel Diemer, Jordan Kristine Seamón y Alec Baldwin.
Se estrenó en cines y video bajo demanda el 17 de marzo de 2023.

## Sinopsis
Un joven está a la altura del legado de sus padres al presenciar y perseguir tormentas con sus amigos y familiares para salvarlo.

## Reparto
- Skeet Ulrich como Roy[2]
- Anne Heche como Quinn[2]
- Daniel Diemer como William[2]
- Jordan Kristine Seamón como Harper
- Alec Baldwin como Zane[3]
- Anjul Nigam como Ramesh
- Michael Klingher como Chuck
- Jane Lind como mayo
- Richard Gunn como Bill
- Praya Lundberg como Amy[4]

## Producción
La fotografía principal se realizó en Moultrie, Georgia en junio de 2021, así como enLavina, Montana y Hardin, Montana en mayo de 2021.

## Estreno
Supercell se estrenó simultáneamente en cines y vídeo bajo demanda el 17 de marzo de 2023 por Saban Films.